# Oxymacaria ochreata
Oxymacaria ochreata là một loài bướm đêm trong họ Geometridae.